# Philipp Hosiner
Philipp Hosiner (Eisenstadt, 15 maggio 1989) è un calciatore austriaco, attaccante dell'Austria Vienna II.

## Carriera

### Club
Hosiner inizia a dare calci ad un pallone nel club della sua città natale, l'Eisenstadt, dal 1996 al 2001, quando si trasferisce, prima al St. Margarethen e poi all'AKA Burgenland. Dal 2005 al 2006 milita nelle giovanili del Mattersburg fino ad arrivare nelle giovanili del club tedesco del Monaco 1860 con la quale vince, nel 2007, la DFB Junior Club Cup contro il Wolfsburg, proprio lui mette a segno il gol della vittoria del 2-1 all'ultimo minuto.
Inizia la sua carriera da professionista nel 2008 quando veste la maglia della seconda squadra del Monaco 1860 militante nella Regionalliga Süd, in tale competizione scende in campo in 31 partite, dove nelle quali mette a segno 12 gol e risulta essere il miglior marcatore della sua squadra. Nella stagione successiva viene acquistato dal Sandhausen, militante nella 3. Liga, con il quale non scende spesso in campo infatti a fine stagione viene ceduto, con la maglia del Sandhausen scende in campo 20 volte mettendo a segno un solo gol.
Nel 2010 torna in Austria e veste la maglia del First Vienna che militava nell'Erste Liga, seconda divisione professionistica del campionato austriaco di calcio. Nel club viennese vi rimane una sola stagione perché, grazie alle sue buone prestazioni, viene ingaggiato dall'Admira Wacker Mödling, club militante nella massima serie del campionato austriaco. Alla fine della stagione con il First Vienna disputa 38 partite mettendo a segno 16 gol.

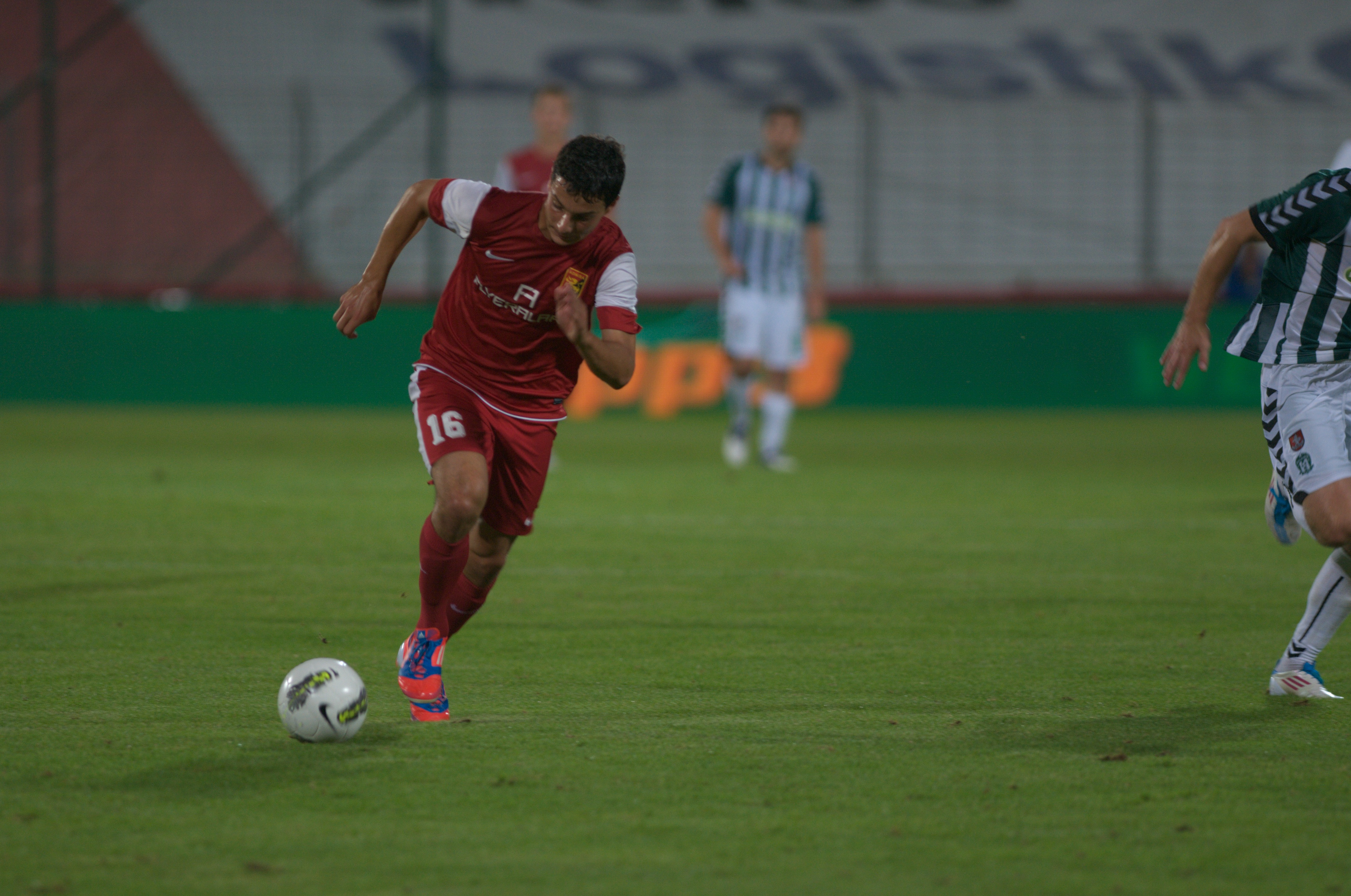
Hosiner con la maglia dell'Admira Wacker Mödling

La stagione successiva veste la maglia dell'Admira Wacker Mödling con la quale si piazza al terzo posto e conquista la qualificazione in Europa League. Conclude la prima stagione con la maglia dell'Admira con 35 presenze e 14 gol. Inizia la sua seconda stagione mettendo a segno 9 gol in 11 partite, 2 gol anche in Europa League, e grazie a questo suo inizio di stagione esplosivo viene acquistato dall'Austria Vienna, la squadra più titolata d'Austria. Con l'Admira ottiene 46 presenze dove mette a segno 23 gol, con la media di un gol ogni due partite.
Esordisce con la nuova maglia il 1º settembre 2012 nella vittoria di campionato per 2-0 contro il Wiener Neustadt, esordendo in partita in cors al minuto 50. Nella giornata successiva mette a segno la sua prima doppietta con la maglia dell'Austria Vienna nella vittoria per 4-2 contro il Mattersburg. Il 27 ottobre 2012 mette a segno una tripletta contro il suo vecchio club dell'Admira, la partita viene vinta per 6-4. Si ripete ancora con una tripletta, nella giornata successiva, nella vittoria per 6-1 contro il Ried. L'8 dicembre 2012 mette a segno la sua terza tripletta stagionale contro il Wolfsberger, in una partita vinta 6-3. Il 26 maggio 2013 vince il suo primo trofeo, conquistando il titolo di campione d'Austria. Hosiner viene premiato con il titolo di capocannoniere del campionato con 32 reti, di cui 27 messe a segno con l'Austria Vienna e 5 con l'Admira Wacker Mödling, e anche come miglior giocatore della competizione. Il 30 maggio 2013 perde la finale di Coppa d'Austria contro il Pasching per 1-0. Conclude la stagione nell'Austria Vienna con 35 presenze e ben 30 gol, ed in totale, sommando le presenze di agosto con l'Admira, 46 presenze e 39 gol. Dopo due stagioni passate con l'Austria Vienna, dove totalizza 81 presenze e 47 gol, lascia il club e l'Austria per trasferirsi in Francia per giocare con la maglia del Rennes. Il 22 giugno 2015 passa in prestito al Colonia.

### Nazionale
Esordisce con la maglia della nazionale di calcio dell'Austria il 7 ottobre 2011, nella partita valida per la qualificazione al Campionato europeo di calcio 2012, contro l'Azerbaigian, la partita viene vinta 4-1 e Hosiner subentra a Marc Janko al minuto 88. Il 22 marzo 2013 mette a segno la sua prima doppietta, con la maglia della nazionale, nella partita valida per la qualificazione ai mondiali, contro le Fær Øer vinta 6-0.

## Statistiche

### Presenze e reti nei club
Statistiche aggiornate al 16 settembre 2018.
| Stagione                     | Squadra                      | Campionato                   | Campionato | Campionato | Coppe nazionali | Coppe nazionali | Coppe nazionali | Coppe continentali | Coppe continentali | Coppe continentali | Altre coppe | Altre coppe | Altre coppe | Totale | Totale |
| Stagione                     | Squadra                      | Comp                         | Pres       | Reti       | Comp            | Pres            | Reti            | Comp               | Pres               | Reti               | Comp        | Pres        | Reti        | Pres   | Reti   |
| ---------------------------- | ---------------------------- | ---------------------------- | ---------- | ---------- | --------------- | --------------- | --------------- | ------------------ | ------------------ | ------------------ | ----------- | ----------- | ----------- | ------ | ------ |
| 2008-2009                    | Monaco 1860 II               | FR                           | 31         | 12         | -               | -               | -               | -                  | -                  | -                  | -           | -           | -           | 31     | 12     |
| 2009-2010                    | Sandhausen                   | 3L                           | 20         | 1          | -               | -               | -               | -                  | -                  | -                  | -           | -           | -           | 20     | 1      |
| 2010-2011                    | First Vienna                 | EL                           | 33+2       | 13+1       | CA              | 3               | 2               | -                  | -                  | -                  | -           | -           | -           | 38     | 16     |
| 2011-2012                    | Admira Wacker Mödling        | BL                           | 32         | 10         | CA              | 3               | 4               | -                  | -                  | -                  | -           | -           | -           | 35     | 14     |
| mag. 2012                    | Admira Wacker Mödling II     | FR                           | 1          | 4          | -               | -               | -               | -                  | -                  | -                  | -           | -           | -           | 1      | 4      |
| lug.-ago. 2012               | Admira Wacker Mödling        | BL                           | 6          | 5          | CA              | 1               | 2               | UEL                | 4                  | 2                  | -           | -           | -           | 11     | 9      |
| Totale Admira Wacker Mödling | Totale Admira Wacker Mödling | Totale Admira Wacker Mödling | 38         | 15         |                 | 4               | 6               |                    | 4                  | 2                  |             |             |             | 46     | 23     |
| ago. 2012-2013               | Austria Vienna               | BL                           | 30         | 27         | CA              | 5               | 3               | -                  | -                  | -                  | -           | -           | -           | 35     | 30     |
| 2013-2014                    | Austria Vienna               | BL                           | 34         | 14         | CA              | 2               | 1               | UCL                | 10                 | 2                  | -           | -           | -           | 46     | 17     |
| Totale Austria Vienna        | Totale Austria Vienna        | Totale Austria Vienna        | 64         | 41         |                 | 7               | 4               |                    | 10                 | 2                  |             | -           | -           | 81     | 47     |
| 2014-2015                    | Rennes                       | L1                           | 11         | 0          | CF+CdL          | 0+1             | 0+1             | -                  | -                  | -                  | -           | -           | -           | 12     | 1      |
| 2015-2016                    | Colonia                      | BL                           | 15         | 1          | CG              | 0               | 0               | -                  | -                  | -                  | -           | -           | -           | 15     | 1      |
| 2016-2017                    | Union Berlino                | 2BL                          | 25         | 6          | CG              | 1               | 0               | -                  | -                  | -                  | -           | -           | -           | 26     | 6      |
| 2017-2018                    | Union Berlino                | 2BL                          | 19         | 2          | CG              | 2               | 0               | -                  | -                  | -                  | -           | -           | -           | 21     | 2      |
| Totale Union Berlin          | Totale Union Berlin          | Totale Union Berlin          | 44         | 8          |                 | 3               | 0               |                    | -                  | -                  |             | -           | -           | 47     | 8      |
| 2018-2019                    | Sturm Graz                   | BL                           | 6          | 2          | CG              | 1               | 0               | UCL+ UEL           | 2+2                | 0+0                | -           | -           | -           | 11     | 2      |
| 2019-2020                    | Chemnitz                     | 3L                           | 19         | 16         | CG              | 0               | 0               | -                  | -                  | -                  | -           | -           | -           | 19     | 16     |
| Totale carriera              | Totale carriera              | Totale carriera              | 264        | 112        |                 | 17              | 13              |                    | 18                 | 4                  |             | -           | -           | 321    | 131    |

### Cronologia presenze e reti in nazionale
| Cronologia completa delle presenze e delle reti in nazionale ― Austria | Cronologia completa delle presenze e delle reti in nazionale ― Austria | Cronologia completa delle presenze e delle reti in nazionale ― Austria | Cronologia completa delle presenze e delle reti in nazionale ― Austria | Cronologia completa delle presenze e delle reti in nazionale ― Austria | Cronologia completa delle presenze e delle reti in nazionale ― Austria | Cronologia completa delle presenze e delle reti in nazionale ― Austria | Cronologia completa delle presenze e delle reti in nazionale ― Austria |
| Data                                                                   | Città                                                                  | In casa                                                                | Risultato                                                              | Ospiti                                                                 | Competizione                                                           | Reti                                                                   | Note                                                                   |
| ---------------------------------------------------------------------- | ---------------------------------------------------------------------- | ---------------------------------------------------------------------- | ---------------------------------------------------------------------- | ---------------------------------------------------------------------- | ---------------------------------------------------------------------- | ---------------------------------------------------------------------- | ---------------------------------------------------------------------- |
| 7-10-2011                                                              | Baku                                                                   | Azerbaigian                                                            | 1 – 4                                                                  | Austria                                                                | Qual. Euro 2012                                                        | -                                                                      | 88’                                                                    |
| 22-3-2013                                                              | Vienna                                                                 | Austria                                                                | 6 – 0                                                                  | Fær Øer                                                                | Qual. Mondiali 2014                                                    | 2                                                                      |                                                                        |
| 26-3-2013                                                              | Dublino                                                                | Irlanda                                                                | 2 – 2                                                                  | Austria                                                                | Qual. Mondiali 2014                                                    | -                                                                      | 62’                                                                    |
| 14-8-2013                                                              | Wals-Siezenheim                                                        | Austria                                                                | 0 – 2                                                                  | Grecia                                                                 | Amichevole                                                             | -                                                                      | 74’                                                                    |
| 15-10-2013                                                             | Tórshavn                                                               | Fær Øer                                                                | 0 – 3                                                                  | Austria                                                                | Qual. Mondiali 2014                                                    | -                                                                      |                                                                        |
| Totale                                                                 |                                                                        | Presenze                                                               | 5                                                                      |                                                                        | Reti                                                                   | 2                                                                      |                                                                        |

## Palmarès

### Club
- Campionato austriaco: 1

Austria Vienna: 2012-2013
- 3. Liga: 1

Dynamo Dresda: 2020-2021

### Individuale
- Miglior giocatore del Campionato austriaco: 1

2012-2013
- Capocannoniere del Campionato austriaco: 1

2012-2013 (32 gol)